# Anilocra tropica
Anilocra tropica là một loài chân đều trong họ Cymothoidae. Loài này được Avdeev miêu tả khoa học năm 1977.